# Peter Fieber
Peter Fieber (* 16. května 1964, Bratislava) je bývalý slovenský fotbalista a trenér, československý a slovenský reprezentant, účastník mistrovství světa 1990 v Itálii.

## Klubová kariéra
Pochází z mládežnické líhně Interu Bratislava, ale československou ligu si poprvé zahrál v Dukle Bánská Bystrica. Po vojně se vrátil do Interu, kde strávil dvě sezóny. Největší prostor dostal v klubu DAC Dunajská Streda, kde hrál v letech 1986-1990. V té době se DAC propracoval poprvé v historii do evropských pohárů a Fieber do reprezentace. Po šampionátu v Itálii odešel do Racingu Genk, kde hrál dvě sezóny. Poté se vrátil do Dunajské stredy, tehdy již do samostatné slovenské ligy. V roce 1996 přestoupil do Artmedie Petržalka. Končil v německém klubu SV Meppen.

## Reprezentace

### Československo
V roce 1988 odehrál Peter Fieber v československé reprezentaci 3 zápasy, všechny vítězné. Gól nevstřelil.
20. září se nastoupil do přátelského utkání s Rakouskem hraného v Praze, v 31. minutě vystřídal na hřišti Václava Němečka. Československo zvítězilo 4:2. 18. října odehrál celý kvalifikační zápas na MS 1990 proti Lucembursku v Eschi a mohl slavit vítězství 2:0. 14. listopadu v domácím přátelském utkání s Norskem (stadion Tehelné pole, Bratislava) odehrál první poločas, Československo vyhrálo 3:2.
Byl nominován na Mistrovství světa 1990 v Itálii, avšak nezasáhl do žádného utkání.

### Slovensko
Ve slovenské národní reprezentaci odehrál jeden zápas v roce 1994, neskóroval.

## Trenérská kariéra
Po skončení hráčské kariéry se stal trenérem, několikrát usedl na lavičku DAC Dunajská Streda, ale vedl i Inter a Petržalku.